# Музей Другої світової війни в Гданську
Музей Другої світової війни в Гданську (пол. Muzeum II Wojny Światowej w Gdańsku) — державна установа культури міста Ґданськ у Польщі, створена 2008 року. Музей відкрито 23 березня 2017 року. Музей перебуває у підпорядкуванні та віданні Міністерства культури, національної спадщини та спорту.
Музей Другої світової війни — один із найсучасніших музеїв у Європі та одна з найбільших виставок у світі, присвячених цій темі.

## Історія
Музей Другої світової війни був побудований у Ґданську, на річці Мотлава, недалеко від історичного центру міста, за 200 метрів від історичної будівлі Пошти Польщі та за сім кілометрів водним шляхом від місця колишнього польського військового транзитного складу на півострові Вестерплатте, що зазнав нападу німецьких військ у вересні 1939 року. Будівля музею має площу 35,000 м2. Під основну експозицію відведено площу понад 5000 м2. Автором проєкту є польське архітектурне бюро «Квадрат» із Ґдині.
На території, відведеній для будівництва музею, у 2011 році було проведено археологічні розкопки на площі 1,7 га. Ця територія розташована в районі, визнаному історичною пам'яткою. Унікальність дослідження полягає в тому, що на такій великій території археологічні дослідження в Ґданську ще не проводилися.

## Експозиція
Постійна експозиція складається з трьох частин: «Дорога до війни», «Жах війни» і «Довга тінь війни». Загалом 18 тематичних залів, присвячених різним аспектам, що послужили початку і подальшому розвитку війни.

## Бібліотека
Музей має власну бібліотеку з читальним залом, яка налічує понад 30 тисяч примірників книг, журналів, електронних документів, історичних карт і публікацій 30 іноземними мовами.
Крім бібліотеки музей також має власне видавництво.